# Jacutscia strigata
Jacutscia strigata är en fjärilsart som beskrevs av George Francis Hampson 1930. Jacutscia strigata ingår i släktet Jacutscia och familjen mott. Inga underarter finns listade i Catalogue of Life.